# Heinrich Boere
Heinrich Boere (* 27. September 1921 in Eschweiler; † 1. Dezember 2013 in Fröndenberg, Nordrhein-Westfalen) war ein deutsch-niederländischer Kriegsverbrecher. Als Mitglied der SS gehörte er während der deutschen Besetzung der Niederlande im Zweiten Weltkrieg dem Sonderkommando Silbertanne an, das im Rahmen von Vergeltungsaktionen unbewaffnete Zivilisten erschoss. Er wurde später deshalb wegen dreifachen Mordes verurteilt.

## Leben
Boere wurde in Eschweiler geboren. Im Kindesalter zog er mit seiner Familie in die Niederlande.
Der Sohn eines niederländischen Vaters und einer deutschen Mutter meldete sich Ende 1940 als Freiwilliger zur Waffen-SS und kämpfte knapp zwei Jahre an der Ostfront. Ab 1942 gehörte er dem SS-Sonderkommando „Feldmeijer“ in den Niederlanden an. Dieses Kommando verübte die „Silbertanne“-Morde: Nach Anschlägen niederländischer Widerstandskämpfer gegen Deutsche oder Kollaborateure beauftragte der Höhere SS- und Polizeiführer in den Niederlanden, Hanns Albin Rauter, das Kommando mit der Ermordung bestimmter Zivilisten. Mindestens 54 Niederländer wurden bei den mit dem Codewort „Silbertanne“ ausgelösten Morden getötet. Boere war im Juli und September 1944 in den Orten Voorschoten und Wassenaar an drei der in Zivilkleidung verübten Morde beteiligt. Das erste Opfer war am 14. Juli 1944 der Apotheker Fritz Bicknese aus Breda, den Boere mit einem Komplizen erschoss. Nach eigener Aussage bekam er Monate später den Auftrag, Frans-Willem Kusters in Voorschoten und den Fahrradhändler Teunis de Groot in Wassenaar zu töten.
Nach Kriegsende räumte Boere 1946 die Morde in Vernehmungen ein. Im Oktober 1949 wurde Boere von einem Sondergericht in Amsterdam wegen Mordes zum Tode verurteilt. Das Urteil wurde später in lebenslange Haft umgewandelt. Zum Zeitpunkt des Urteils war Boere bereits nach Deutschland geflohen; zu einer Vollstreckung der Strafe kam es nicht. Boere lebte mehrere Jahrzehnte als Bergmann in Eschweiler.
Nach einem Auslieferungsbegehren der Niederlande war Boere 1983 kurzzeitig in Haft. Zu einer Auslieferung kam es nicht, da die deutschen Behörden nicht ausschließen konnten, dass Boere durch seinen Eintritt in die Waffen-SS die deutsche Staatsbürgerschaft erworben hatte; die damalige Rechtslage verbot die Auslieferung von Deutschen an das Ausland.
Ein deutsches Ermittlungsverfahren wurde eingestellt, da es sich um eine völkerrechtlich zulässige Repressalie gehandelt habe; zudem habe Boere auf Befehl gehandelt.

## Verurteilung 2010
Dieser rechtlichen Einschätzung widersprachen im Sommer 2007 das Landgericht Aachen sowie das Oberlandesgericht Köln: Boere könne sich nicht auf einen Befehlsnotstand berufen, die „Silbertanne“-Morde seien nicht als durch das Völkerrecht gerechtfertigte sogenannte Kriegsrepressalie einzustufen. Das Urteil aus dem Jahr 1949 sei dennoch nicht vollstreckbar, da Boere vor dem niederländischen Sondergericht nicht durch einen Verteidiger vertreten worden sei.
2008 erhob die Staatsanwaltschaft Dortmund gegen Boere Anklage wegen dreifachen Mordes. Boere lebte zu diesem Zeitpunkt in einem Altenheim am Rande der Eifel. Das Verfahren wurde vom Schwurgericht in Aachen nicht eröffnet, nachdem ein Gutachter Boere wegen eines Herzleidens für nicht verhandlungsfähig erklärt hatte.
Das Oberlandesgericht Köln entschied als Beschwerdegericht durch Beschluss am 7. Juli 2009, dass Boeres Gesundheitszustand sich verbessert habe, wodurch er verhandlungsfähig sei und wegen Mordes an drei niederländischen Bürgern angeklagt werden könne. Nachdem eine Verfassungsbeschwerde Boeres gegen seinen Prozess nicht zur Entscheidung angenommen und die Verhandlungsfähigkeit für einen Prozess in überschaubarem Umfang dabei vom Bundesverfassungsgericht bestätigt worden war, begann am 28. Oktober 2009 der Prozess gegen Boere vor dem Landgericht Aachen. Für die Verhandlung wurde Boere ein Arzt beigestellt. Am 23. März 2010 wurde Heinrich Boere zu lebenslanger Haft verurteilt.
Drei Söhne von zwei Opfern wohnten als Nebenkläger dem Verfahren bei. Die Nebenklage beschuldigte Boere, in sieben weitere Morde verwickelt zu sein:

„Der Sachverhalt verdeutliche die kriminelle Energie des gelernten Einzelhandelskaufmannes, der ein eifriger und überzeugter Nationalsozialist gewesen sei. Seine Selbstdarstellung, er habe als bloßer Befehlsempfänger gehandelt, könne damit widerlegt werden, sagten die Nebenkläger Detlef Hartmann und Wolfgang Heiermann. Der Sachverhalt lasse Rückschlüsse auf Triebkraft und Täterpersönlichkeit Boeres zu, für den das Aachener Landgericht die besondere Schwere der Schuld feststellen müsse.“

## Haftantritt 2011
Am 15. Dezember 2011 trat Boere – im Alter von 90 Jahren – seine Haftstrafe an. Er wurde vom Altenheim in Eschweiler in die Krankenabteilung einer Justizvollzugsanstalt in Nordrhein-Westfalen gebracht. Ein Gutachter war zu dem Ergebnis gekommen, dass er „prinzipiell haftfähig“ sei.

## Tod
Boere starb am 1. Dezember 2013 im Alter von 92 Jahren im Justizvollzugskrankenhaus Fröndenberg eines natürlichen Todes.